# Merle Oberon
Merle Oberon (właśc. Estelle Merle O’Brien Thompson; ur. 19 lutego 1911 w Bombaju, zm. 23 listopada 1979 w Malibu) – brytyjska aktorka filmowa, nominowana do Oscara za pierwszoplanową rolę w melodramacie Czarny anioł (1935).

## Wybrana filmografia
- 1933: Prywatne życie Henryka VIII (The Private Life of Henry VIII) jako Anne Boleyn
- 1935: Czarny anioł (The Dark Angel) jako Kitty Vane
- 1938: Kowboj i dama (The Cowboy and the Lady) jako Mary Smith
- 1939: Wichrowe Wzgórza jako Katarzyna Earnshaw Linton
- 1944: Dark Waters jako Leslie Calvin